# Долно Оризари (община Шуто Оризари)
Вижте пояснителната страница за други значения на Долно Оризари.
Долно Оризари (на македонска литературна норма: Долно Оризари) е квартал на Скопие, столицата на Северна Македония, разположен в северните части на града част от община Шуто Оризари.
Според преброяването от 2002 година Долно Оризари има 1550 жители.
| Националност     | Всичко |
| северномакедонци | 37     |
| албанци          | 1389   |
| турци            | 6      |
| роми             | 110    |
| власи            | 0      |
| сърби            | 1      |
| бошняци          | 0      |
| други            | 7      |